# یواس‌اس لیوینگستون (ای‌پی-۱۶۳)
یواس‌اس لیوینگستون (ای‌پی-۱۶۳) (به انگلیسی: USS Livingston (AP-163)) یک کشتی بود که طول آن 441' 6" بود. این کشتی در سال ۱۹۴۳ ساخته شد.